# Sveriges herrlandslag i handboll i världsmästerskapet 2003
Sverige deltog i Världsmästerskapet i handboll för herrar 2003 som spelades i Portugal mellan den 20 januari och 2 februari 2003.